# Xenophon P. Wilfley

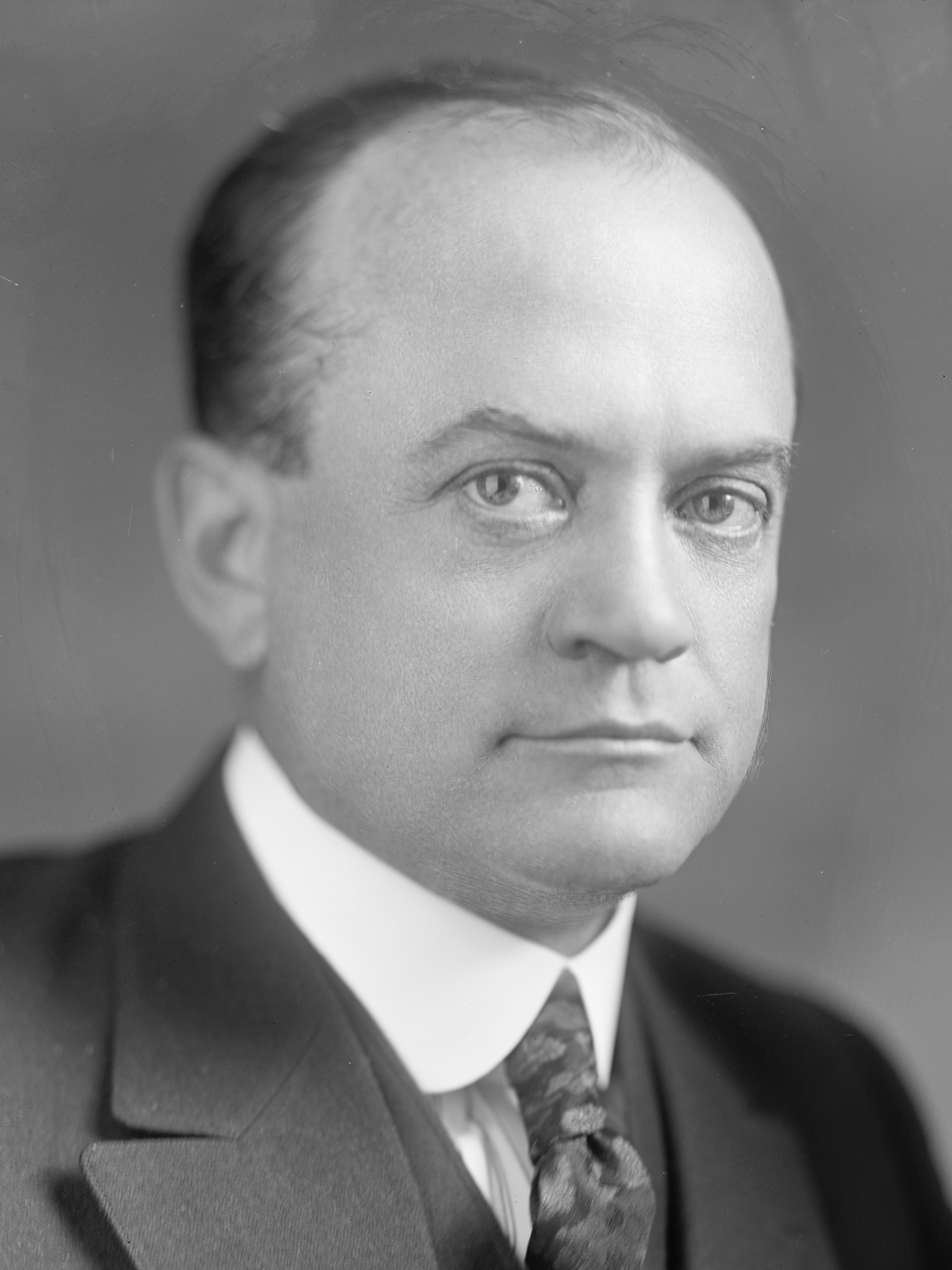
Xenophon P. Wilfley

Xenophon Pierce Wilfley (* 18. März 1871 bei Mexico, Missouri; † 4. Mai 1931 in St. Louis, Missouri) war ein US-amerikanischer Politiker (Demokratische Partei), der den Bundesstaat Missouri im US-Senat vertrat.
Nach dem Besuch der Dorfschulen in seiner Heimat schrieb sich Xenophon Wilfley am College von Clarksburg ein, wo er 1891 seinen Abschluss machte; drei Jahre später graduierte er am Central Methodist College in Fayette. Dort war er in der Folge ein Jahr lang selbst als Lehrer tätig, ehe er diesen Beruf weitere drei Jahre an einer High School in Sedalia ausübte. 1899 schloss er an der Law School der Washington University ab, woraufhin er in St. Louis als Anwalt zu praktizieren begann. Dort übernahm er 1917 auch sein erstes öffentliches Amt als Vorsitzender des örtlichen Board of commissioners.
Im folgenden Jahr wurde Wilfley dann zum Nachfolger des verstorbenen US-Senators William J. Stone ernannt. Er nahm seinen Platz im Kongress am 30. April 1918 ein und verblieb dort bis zum 5. November desselben Jahres. In dieser Zeit war er Vorsitzender des Committee on Industrial Expositions. Wilfley bewarb sich vergeblich um die erneute Nominierung der Demokratischen Partei, die an den ehemaligen Gouverneur von Missouri, Joseph W. Folk, ging. Dieser unterlag jedoch anschließend bei der Wahl dem Republikaner Selden P. Spencer.
Nach seiner kurzen Zeit im Senat war Xenophon Wilfley wieder als Anwalt tätig. 1925 fungierte er als Präsident der Anwaltsvereinigung von Missouri.